# Jhennif
Jhennif Karonlay da Silva Machado (Pompéu, 16 de fevereiro de 1997) é uma jogadora profissional de futsal. Atualmente joga pelo Clube MSC Torreblanca FS da Espanha, na posição de ala.

## Biografia
Nascida em Pompéu, interior de Minas Gerais, Jhennif começou a jogar futebol com os meninos da sua rua e logo em seguida já disputava os Jogos Escolares de Minas Gerais (JEMG). Ganhando destaque nesses jogos pelo seu desempenho, aos 14 anos ganhou uma bolsa de estudos para jogar na equipe de futsal feminino de Passos-MG 
Após uma grande atuação na Taça Brasil de Futsal Feminino, representando o time de Minas Gerais no campeonato, Jhennif chamou a atenção do Clube Barateiro com os seus destaques dentro da quadra. Assim, aos 17 anos foi contratada para integrar a equipe do clube no qual, conquistou os títulos Taça Brasil e Libertadores da América, período em que também foi convocada para integrar a Seleção Brasileira de Futsal Feminino em 2016, na qual foram Campeã do Campeonato Sul-Americano.
Em 2017, transferiu-se para o clube Leoas da Serra, em Lages. Clube no qual obteve conquistas como a Taça Brasil, Copa do Brasil, Super Copa, Libertadores da América e o Mundial.
Em junho de 2021, Jhennif acabou se desligando do time Leoas da Serra para conquistar uma carreira internacional, jogando atualmente no clube espanhol Torreblanca FS.
No dia 14 de abril de 2024, Jhennif conquistou junto a sua equipe Torreblanca Melilla a Copa De La Reina, considerado um dos maiores campeonatos da categoria na Espanha. 
Logo no primeiro jogo da competição, Jhennif mostrou seu poder decisivo marcando um gol da primeira vitória de sua equipe. Porém foi sua especialidade defensiva no jogo de 5 (goleiro linha) que marcou a sua participação na Copa.
Entrando sempre em momentos decisivos, Jhennif foi peça fundamental na rotação da equipe nos momentos mais apreensivos dos jogos, ajudando o Torreblanca Melilla a levar o seu primeiro título para a Casa 

## Títulos
- Campeã Mineira sub15 - 2011
- Campeã Taça Brasil sub17 - 2013 (São Lourenço)
- Campeã Estadual Catarinense sub17 - 2014 (Barateiro)
- Campeã do Sul Americano - 2016 (Seleção Brasileira sub 20)
- Tri Campeã dos Jogos Abertos de Santa Catarina (Jasc) - 2015, 2017 e 2018 (Barateiro e Leoas da Serra)
- Bi Campeã da Libertadores da América - 2016 e 2018 (Barateiro/Leoas da Serra)
- Bi Campeã Estadual Catarinense sub20 -2016 e 2017 (Barateiro)
- Campeã da Liga do Desporto Universitário - 2016 (Barateiro)
- Bi Campeã Taça Brasil sub20 - 2016 e 2017 (Barateiro/Leoas da Serra)
- Tri Campeã Estadual Catarinense adulto - 2016, 2018 e 2019 (Leoas da Serra)
- Campeã Copa do Brasil - 2017 (Leoas da Serra)
- Campeã Copa Sul Brasileira - 2018 (Leoas da Serra)
- Campeã Copa Santa Catarina - 2018 (Leoas da Serra)
- Campeã dos Jogos Brasileiros Universitários - 2018 (Leoas da Serra)
- Campeã Liga Catarinense - 2018 (Leoas da Serra)
- Bi Campeã dos Jogos Universitários de Santa Catarina - 2018 e 2019 (Leoas da Serra)
- Campeã Mundial de Clubes - 2019 (Leoas da Serra)
- Campeã Copa das Campeãs - 2019 (Leoas da Serra)
- Bi Campeã Super Copa - 2018 e 2020 (Leoas da Serra)
- Campeã da Copa de La Reina - 2024 (Torreblanca Melilla )